# Camponotus largiceps
Camponotus largiceps is een mierensoort uit de onderfamilie van de schubmieren (Formicinae). De wetenschappelijke naam van de soort is voor het eerst geldig gepubliceerd in 1989 door Wu & Wang.